# Corydalis alata
Corydalis alata är en vallmoväxtart som beskrevs av B.U.Oh och W.R.Lee. Corydalis alata ingår i släktet nunneörter, och familjen vallmoväxter. Inga underarter finns listade i Catalogue of Life.